# Новоселки (Рязанский район)
Новосёлки — поселок в Рязанском районе Рязанской области России. Входит в состав Дядьковского сельского поселения.

## География
Находится в северо-западной части Рязанской области на расстоянии приблизительно 12 километров на восток-юго-восток по прямой от вокзала станции Рязань I на правом берегу Оки.

## История
На карте 1850 года отмечен как поселение с 20 дворами. В 1859 году здесь (тогда деревня Рязанского уезда Рязанской губернии) было учтено 11 дворов, в 1897— 22.

## Население
Численность населения: 134 человека (1859 год), 161 (1897), 918 в 2002 году (русские 96 %), 916 в 2010.